# Vlag van Berkel-Enschot

Vlag van de gemeente Berkel-Enschot
(1975-1997)

De vlag van Berkel-Enschot werd op 17 november 1975 bij raadsbesluit vastgesteld als de gemeentelijke vlag van de Noord-Brabantse gemeente Berkel-Enschot. De vlag kan als volgt worden beschreven:
Diagonaal gedeeld van broekhoek tot vlagtop, het bovenste deel van geel, het onderste van blauw, met in het midden het gemeentewapen.
De vlag was ontworpen ter gelegenheid van de opening van het gemeenschapshuis "De Schalm" op 2 september 1967. Voordien werd een defileervlag uit 1935 gebruikt als gemeentevlag. De nieuwe vlag was echter nooit vastgesteld en pas toen de Stichting voor Banistiek en Heraldiek de gemeente ervan op de hoogte stelde dat de vlag door de gemeenteraad diende te worden vastgesteld ondernam laatstgenoemde actie. De tekening bij het raadsbesluit geeft een hoogte van het wapen aan van 2/3 van de vlaghoogte. De kleuren van de vlag zijn ontleend aan het gemeentewapen, maar de betekenis van de diagonaal is niet bekend. Ook is niet bekend wie de vlag heeft ontworpen. Bij de vaststelling van de vlag is geen besluittekst of beschrijving opgesteld.
Op 1 januari 1997 is Berkel-Enschot opgegaan in de gemeenten Tilburg en Oisterwijk, waarmee de vlag als gemeentevlag kwam te vervallen.

## Verwante afbeeldingen

Wapen van Berkel-Enschot

Aalburg 
· Aarle-Rixtel 
· Alphen en Riel 
· Bakel en Milheeze 
· Beek en Donk 
· Beers 
· Berghem 
· Berkel-Enschot 
· Berlicum 
· Bladel en Netersel 
· Borkel en Schaft 
· Boxmeer 
· Budel 
· Chaam 
· Cuijk 
· Cuijk en Sint Agatha 
· Den Dungen 
· Diessen 
· Dinteloord en Prinsenland 
· Drunen 
· Dussen 
· Engelen 
· Erp 
· Esch 
· Escharen 
· Fijnaart en Heijningen 
· Geffen 
· Geldrop 
· Gemert 
· Giessen 
· Ginneken en Bavel 
· Grave 
· 's Gravenmoer 
· Haaren 
· Halsteren 
· Haps 
· Heesch 
· Heeswijk-Dinther 
· Heeze 
· Helvoirt 
· Hoeven 
· Hooge en Lage Mierde 
· Hooge en Lage Zwaluwe 
· Hoogeloon, Hapert en Casteren 
· Huijbergen 
· Klundert 
· Landerd 
· Leende 
· Liempde 
· Lieshout 
· Lith 
· Luyksgestel 
· Maarheeze 
· Maasdonk 
· Made en Drimmelen 
· Megen, Haren en Macharen 
· Mierlo 
· Mill en Sint Hubert 
· Moergestel 
· Nieuw-Ginneken 
· Nieuw-Vossemeer 
· Nistelrode 
· Nuland 
· Oeffelt 
· Oost-, West- en Middelbeers 
· Oploo, Sint Anthonis en Ledeacker 
· Ossendrecht 
· Oud en Nieuw Gastel 
· Oudenbosch 
· Prinsenbeek 
· Putte 
· Raamsdonk 
· Ravenstein 
· Reusel 
· Riethoven 
· Rijsbergen 
· Rijswijk 
· Roosendaal en Nispen 
· Rosmalen 
· Schaijk 
· Schijndel 
· Sint Anthonis 
· Sint-Oedenrode 
· Sprang-Capelle 
· Standdaarbuiten 
· Terheijden 
· Teteringen 
· Uden 
· Udenhout 
· Veghel
· Vessem, Wintelre en Knegsel 
· Vierlingsbeek 
· Vlijmen 
· Wanroij 
· Waspik 
· Werkendam 
· Westerhoven 
· Willemstad 
· Woudrichem 
· Wouw 
· Zeeland 
· Zevenbergen